# Belarussischsprachige Wikipedia
Die belarussischsprachige Wikipedia ist eine Ausgabe der Wikipedia in belarussischer Sprache.

## Geschichte
Der erste Beitrag in der belarussischsprachigen Wikipedia erfolgte im August 2006, im März 2008 wurde der 10.000 Artikel veröffentlicht, im August 2015 waren 100.000 Artikel öffentlich.

### Zweisprachigkeit
Die belarussischsprachige Wikipedia besteht aus zwei Versionen mit verschiedenen Rechtschreibungen. Eine Version nutzt die aktuelle belarussische Rechtschreibung (narkomowka; Präfix be:), während die andere die klassische alte Rechtschreibung (Taraschkewiza; Präfix be-tarask:, früher be-x-old:) verwendet.
Ursprünglich wurde die belarussischsprachige Wikipedia in einer Mischform aus beiden Rechtschreibvarianten erstellt. Im Jahr 2007 erfolgte die Auslagerung von Artikel in Taraschkewiza in eine eigene Sprachversion. Aktuell besitzt die Wikipedia auf Narkomowka knapp 160.000 Artikel. Die Wikipedia auf Taraschkewiza hat mit mehr als 65.000 Artikeln einen geringeren Bestand (Stand: 26. Dezember 2018).

## Reichweite
Typischerweise wird von belarussischen Internetnutzern die russischsprachige Wikipedia aufgerufen, 88 Prozent der Anfragen gehen dorthin; rund 9 % entfallen auf die englischsprachige – entsprechend bleiben für die belarussischsprachige Wikipedia lediglich 1,2 % der Anfragen.